# Spiraalvormig sterrenstelsel

Spiraalvormig stelsel Messier 51

Het Windmolenstelsel ook bekend als Messier 101 of NGC 5457

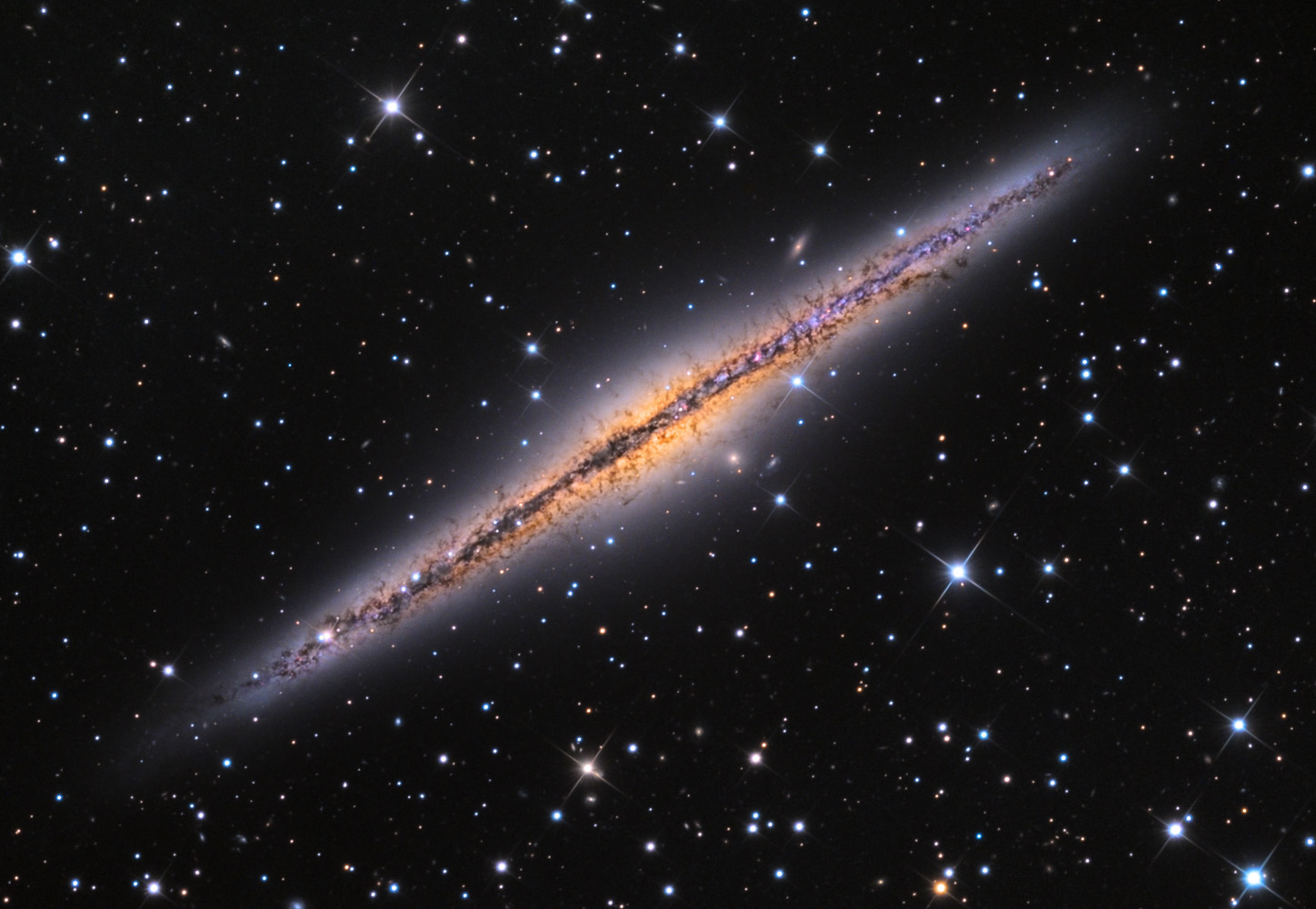
Het edge-on spiraalvormig sterrenstelsel NGC 891

Een spiraalvormig sterrenstelsel is een sterrenstelsel dat, in tegenstelling tot de elliptische sterrenstelsels, een spiraalstructuur vertoont die bestaat uit een of meer armen rondom een bolvormige, centrale verdikking (de bulge).

## Ontdekking
Na de ontwikkeling van de telescoop ontdekten astronomen diverse nevelachtige objecten aan de hemel. In de 18e eeuw gingen de meeste astronomen er nog van uit dat deze nevels sterrenstelsels waren zoals het onze, maar dat ze te ver weg stonden om de afzonderlijke sterren te kunnen zien. William Parsons ontdekte in 1845 dat een aantal van deze nevels een spiraalvormige structuur vertoonde die men niet gemakkelijk kon verklaren. Vanaf de tweede helft van de 19e eeuw dachten meer en meer astronomen echter dat de nevels deel uitmaakten van de Melkweg. Toch stapelden de bewijzen zich op dat er met de spiraalnevels iets aparts aan de gang was. In het begin van de 20e eeuw telde men reeds honderdduizenden spiraalnevels en Vesto Slipher ontdekte dat een aantal van hen zich met zeer grote snelheid van ons verwijderde.
In het begin van de 20e eeuw deed de Amerikaanse astronoom Edwin Hubble onderzoek aan deze spiraalnevels en hij ontdekte in 1924 Cepheïde veranderlijken in de nevels NGC 6822, M33 en de beroemde Andromedanevel (M31). Cepheïde sterren zijn van belang omdat exact het verband tussen hun lichtkracht en periode bekend is. Door de periode van de sterren te meten kon Hubble dus hun lichtkracht afleiden en vergelijken met hun zichtbare helderheid. Als resultaat hiervan kwam Hubble tot de conclusie dat deze nevels op zeer grote afstand van de Aarde moesten staan en evenals de Melkweg afzonderlijke sterreneilanden waren. In 1929 toonde Hubble eveneens aan dat het licht van deze sterrenstelsels roodverschuiving vertoonde, wat erop duidt dat zij zich van de aarde af bewegen. Hij ontdekte dat hoe verder weg het stelsel verwijderd was hoe sneller het zich van ons af bewoog. Dit bevestigde de stelling van Georges Lemaître dat de ruimte uitdijt, iets wat uiteindelijk ook een consequentie bleek te zijn van de relativiteitstheorie van Albert Einstein.
Het mechanisme waardoor spiraalarmen ontstaan is nog niet bekend. Een mogelijke verklaring is de dichtheidsgolftheorie (density wave theory).

## Kenmerken
Spiraalvormige sterrenstelsels bestaan uit twee goed te onderscheiden delen, te weten de centrale verdikking (bulge) en de spiraalarmen.

### Het centrum van sterrenstelsels

Messier 81 met bulge in het centrum

In het centrum van sterrenstelsels bevindt zich een bulge, een bolvormige concentratie van sterren. Op kleurenfoto’s van spiraalstelsels is dit gebied wat gelig gekleurd. Dit komt doordat het voornamelijk bestaat uit oudere Populatie II sterren. Deze sterren zijn in een ver gevorderd stadium van hun evolutie en zijn voornamelijk rood en koel. Doordat zij astronomisch gezien kort na de oerknal zijn ontstaan zijn deze sterren relatief arm aan metalen. In het centrum van veel sterrenstelsels, en dus ook in spiraalvormige, bevinden zich superzware zwarte gaten. Er vindt in het algemeen weinig tot geen stervorming meer plaats.

### Spiraalarmen
De spiraalarmen echter bestaan voornamelijk uit zogenaamde Populatie I sterren. Deze sterren zijn jonger, heter, en metaalrijker dan de sterren in het centrum van sterrenstelsels. Op kleurenfoto’s zijn de spiraalarmen wittig of blauw gekleurd. In spiraalstelsels is er nog veel stervorming aan de gang in de armen. In deze gebieden vindt men nevels zoals de Orionnevel in het Melkwegstelsel. Ook vindt men er open sterrenhopen, jonge associaties van sterren die kosmisch gezien kort geleden gevormd zijn en die nog door zwaartekracht met elkaar verbonden zijn.
Spiraalarmen kunnen losser dan wel strakker om het centrum gewonden zijn. De strakkere worden wel vroege spiraalstelsels genoemd en de losser gewonden stelsels late. Dit betekent echter niet dat spiraalstelsels per se van de strakkere naar de lossere varianten evolueren.

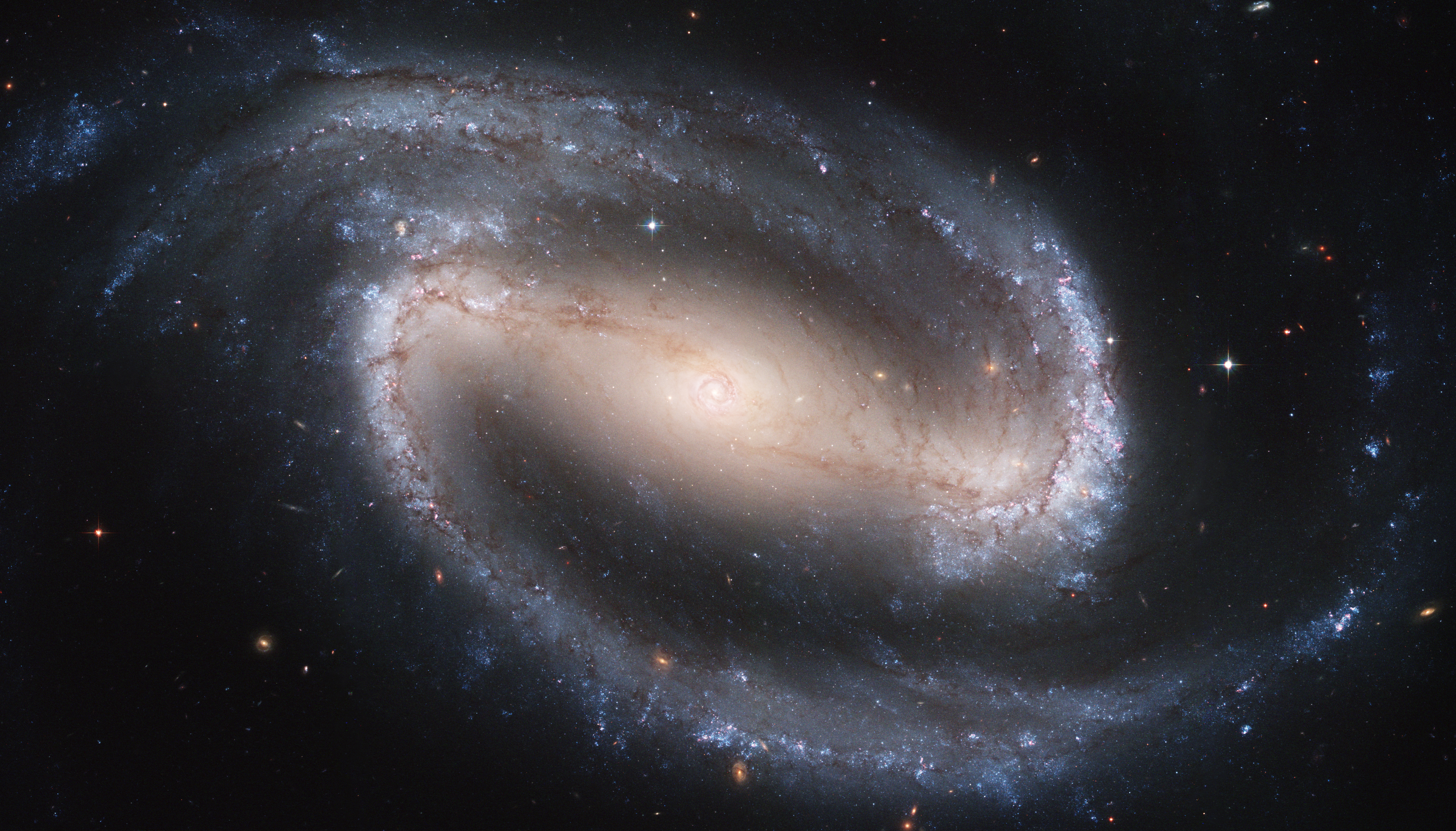
NGC 1300, voorbeeld van een balkspiraal.

### Balkspiraalstelsels
Naast spiraalvormige sterrenstelsels onderscheidt men zogeheten balkspiraalstelsels. Hierbij lijken de spiraalarmen vanuit een balk in het midden van het stelsel te komen.

## De"Hubble Sequence"

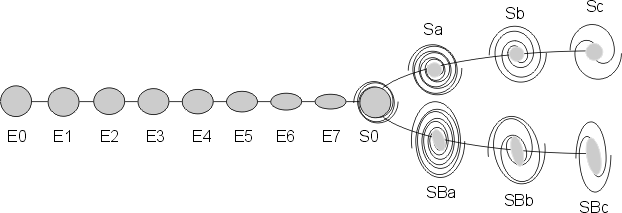
Hubble Sequence

Hubble classificeerde de sterrenstelsels via het naar hem genoemde systeem, de "Hubble Sequence". De spiraalvormige sterrenstelsels werden in deze geclassificeerd naargelang de dichtheid van de spiraalarmen met de klasse Sa voor stelsels met zeer strak gewonden armen tot Sc voor die waarvan de armen losser gewonden waren. Ook had hij de klassen SBa tot SBc voor balkspiraalstelsels, spiraalstelsels die een centrale balk vertonen. Ook zijn er sterrenstelsels geclassificeerd als S0, of spiraalstelsels met een vrijwel uniform rond uiterlijk. Zij worden wel gezien als brug tussen de elliptische en spiraalvormige sterrenstelsels.

## De Melkweg
De Melkweg, het spiraalstelsel waarin het Zonnestelsel zich bevindt, is een voorbeeld van een balkspiraalstelsel. De balk overspant ongeveer 27 000 lichtjaar, half zo lang als de balk in het stelsel NGC1300 (zie afbeelding). Het meet in zijn geheel ongeveer 100 000 lichtjaar in diameter. De Zon beschrijft een baan rond het centrum van de Melkweg, één omwenteling duurt ongeveer 220 miljoen jaar. De halo van oudere sterren rond dit centrum meet ongeveer 65 000 lichtjaar in diameter. De massa van een doorsnee spiraalstelsel kan tot enkele honderden miljarden zonnemassa's bedragen.

## Voorbeelden
Enkele voorbeelden van spiraalstelsels zijn:
- Andromedanevel
- Bodestelsel
- Sombreronevel
- Draaikolknevel
- Windmolenstelsel
- Komeetstelsel